# Дигери (рух в Англії)

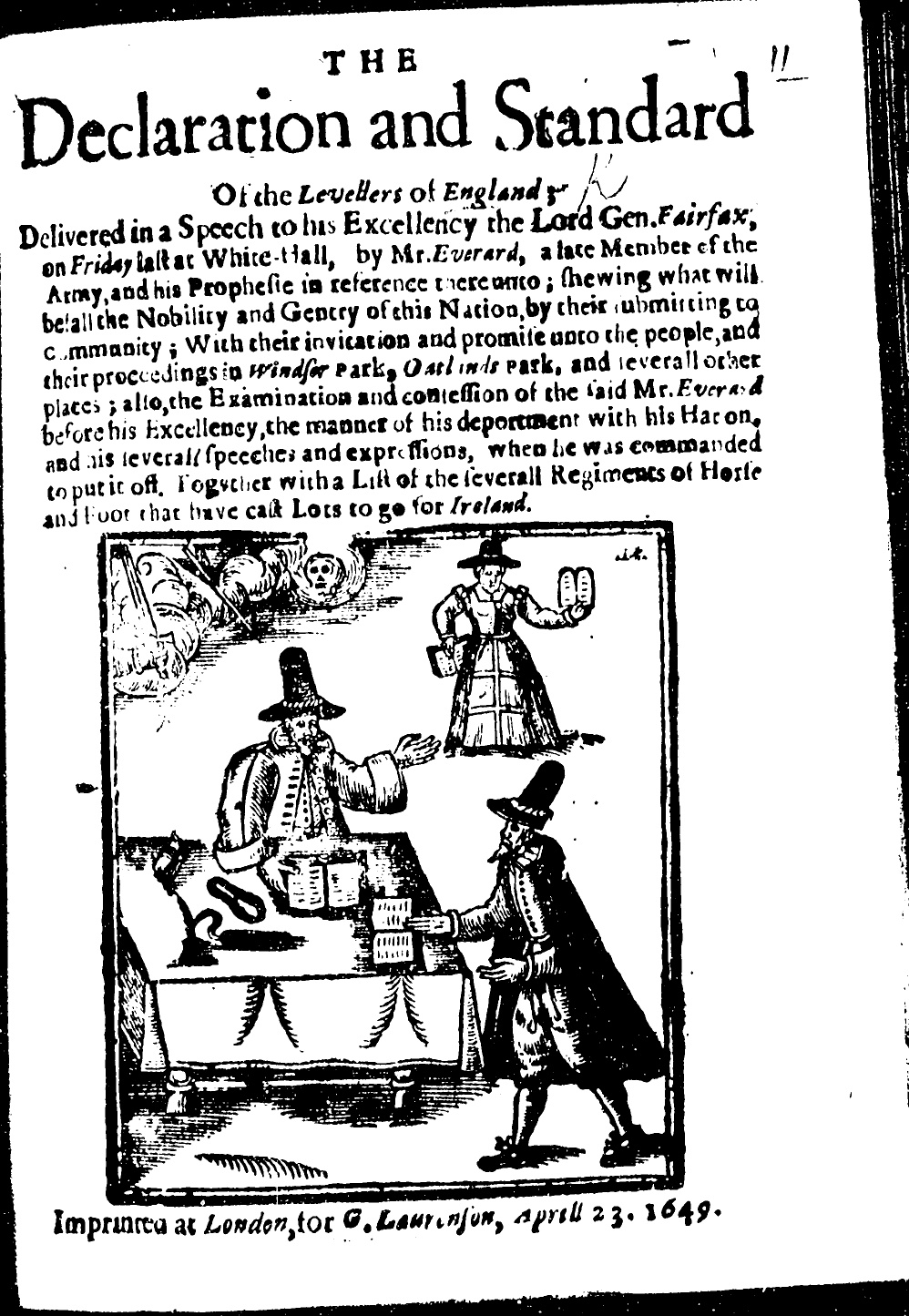
Ілюстрований маніфест «істинних левелерів», або дигерів. Весна 1649

Дигери (англ. Diggers, «копачі»), самоназва — «істинні левелери» (англ. True Levellers) — рух сільської бідноти в роки Англійської революції, який виник в 1649, що виступав проти приватної власності, в першу чергу, проти приватної власності на землю. Дигери діяли мирним шляхом: вони стали скопувати общинні землі, орудуючи лопатами (звідки і з'явилася назва «дигери» — «копачі»), і закликати інших бідняків наслідувати їхній приклад. Вони розраховували залучити до руху тисячі людей і перейти до нового суспільного ладу, в якому не було б приватної власності. Керівником дигерів був Джерард Вінстенлі.
Першим памфлетом, що безпосередньо виражав ідеї дигерів був «Новий закон справедливості», написаний ідеологом і керівником дигерів Джерардом Вінстенлі. У «Новому законі справедливості», опублікованому в дні суду над Карлом I, розвивалися ідеї попередніх трактатів Вінстенлі та інших памфлетів, у тому числі видань сільських левелерів «Світло, що засяяло у Бекінгемширі» і «Ще більше світло, що засяяло у Бекінгемширі». У своєму новому памфлеті Вінстенлі говорив про те, що не повинно існувати приватної власності, земля повинна бути спільною. Обґрунтовуючи таку позицію, Вінстенлі посилався на якесь божественне знамення — почуті ним слова: «Разом працюйте і разом їжте свій хліб, повідай це всім!».
Він вважав, що після усунення монархії і влади лордів має йти знищення в несправедливості в розподілі земель, але оскільки цього не було зроблено, треба починати працювати разом на порожніх земельних ділянках, яких в Англії величезна кількість. Але забирати землі і власність силою не можна, вважає Вінстенлі. Він пише, що руйнування старого світу (адже він вважав, що коли всі люди стануть працювати разом, це буде зовсім інший світ, в якому не буде місця гордості і злобі, «ніхто і не побажає мати більше, ніж інші, або бути паном над іншими, або вимагати чогось собі особисто») не повинно здійснюватися «шляхом воєн, указів або руками людей», але «Господь один буде цілителем, і відновником, і подавцем Нового закону справедливості». Вінстенлі пропонує жити кожній людині за власним розумінням, а не слідувати чиїмось вказівками (у тому числі церкви); повністю відмовитися від приватної власності; відмовитися від панування одних над іншими, знищити в'язниці, припинити бичування і страти.
8 квітня 1649 на пустищі біля підніжжя пагорба св. Георгія недалеко від містечка Кобгем, в графстві Суррей оселилася перша група дигерів, що почала відкривати і розкопувати до того ніколи не оброблювані землі. Їх дії викликали такий переполох серед місцевих джентльменів і великих фригольдерів, що якийсь Генрі Сандерс вважав за потрібне 16 квітня донести про події безпосередньо Державній раді. "Збіговисько людей на чолі з відставним солдатом Еверарді, — доносив Сандерс, — прийшли на пагорб св. Георгія і почали копати землю, засіваючи її пастернаком, морквою і бобами. У п'ятницю їх було від 20 до 30 осіб. Проводячи весь день у роботі, вони запрошують всіх прийти до них на допомогу, обіцяючи їжу, питво та одяг. Вони кажуть, що через десять днів їх буде 4-5 тисяч".
Цей мирний виступ викликав страх у місцевих лендлордів і фригольдерів, які звернулися зі скаргою в уряд. Тоді перелякана Державна рада віддала розпорядження генералу Ферфаксу розігнати «незаконне збіговисько» «злих та бунтівних людей», дії яких можуть «порушити мир і спокій республіки». Коли ж до пагорба св. Георгія підійшли два кавалерійських ескадрони, дигери спокійно пішли на вимогу офіцера, який повідомив Ферфаксу про мирні наміри дигерів. На наступний день Еверарді і Вінстенлі зустрілися з Ферфакса (і шокували його вже тим, що не зняли капелюхи) і оголосили йому основні принципи руху.
Незабаром був опублікований маніфест дигерів «Прапор, піднятий істинними левелерами…». У ньому ми зустрічаємо ті ж ідеї, що і в інших памфлетах дигерів: думка про землю як «спільного скарбу», критика приватної власності, викриття лендлордів. Крім того, в памфлеті викладається критика існуючих в країні порядків, критика влади, що розчарувала населення. Як і в інших документах дигерів, в маніфесті постійно зустрічаються посилання на релігійні тексти.
Варто додати, що від дигерів стали рішуче відхрещуватися левелери: скасування приватної власності суперечило їх ідеям, вона відлякала б більшість прихильників левелерів серед дрібних власників. Такі дрібні власники дуже активно заважали дигерам в будівництві громади — будівлі їх були дещо зруйновані, а вже в травні стався розрив з Еверарді, і Вінстенлі залишився майже єдиним ідейним натхненником руху.
У червні з'явилася дигерська «Декларація бідного пригнобленого народу Англії», підписана 45 особами, в тому числі і Вінстенлі, який, як видно, і був автором цього памфлету. «Декларація» була покликана роз'яснити наміри дигерів. У ній знову йдеться про незаконність існування приватної власності і оголошується про те, що люди знайшли сміливість противитися нащадкам людей, що захопили їхню землю. При цьому дигери все ж не йшли далі обробки общинних земель, вважаючи, що не можна діяти зброєю, сподіваючись перемогти любов'ю і «християнським духом».
Але частина колонії була спалена солдатами, а потім руйнувати її прийшли місцеві фригольдери. Вінстенлі пише Ферфаксу, що зовсім недавно обіцяв не чіпати дигерів і забезпечити їм деяку свободу, намагається ще раз розповісти про суть колонії, пробудити совість у серцях офіцерів. Видається декларація про дії фригольдерів. Але дигери залишилися непочутими. Більше того, фригольдерами був поданий позов до місцевого суду. Суд йшов з неймовірною кількістю порушень: обвинуваченим навіть жодного разу не дали слова. дигерів засудили до штрафів, які стягнули коровами, а Біккерстафа ув'язнили. Вінстенлі подав скаргу в палату громад, але члени палати були зайняті «важливішими справами». Восени Вінстенлі знову засуджують до штрафу.
В 1650–1651 тривають виступи дигерів, хоча їм активно протистоять лендлорди, заможні селяни, чиновники, що відображено в памфлеті «Новорічний подарунок парламенту і армії». Все ж рух дигерів зростає і поширюється, щонайменше, в 8 графствах (крім Суррея). Однак виступи дигерів дратували лендлордів і через їх активного опору до кінця 1651 рух «істинних левелерів» було повністю придушено. В 1652 Вінстенлі публікує свію найзначнішу працю, «Закон свободи», в якій найбільш розгорнуто викладаються його ідеї і намальована картина світоустрою, яка згідно з Вінстенлі повинна бути втілена в життя. Тут зустрічаються останні згадки про дигера як про чинник селянському русі.